# NEC SX-6
L'SX-6 è un supercomputer sviluppato dalla NEC e venduto negli Stati Uniti d'America dalla Cray sotto licenza NEC. Ogni nodo della rete contiene 8 processori vettoriali e 64 gigabyte di memoria condivisa. Un sistema multinodo può essere ottenuto connettendo fino a 128 nodi attraverso una connessione ad alta velocità IXS (Internode Crossbar Switch). Le prestazioni massime di un processore del NEC SX-6 è di 8 GigaFLOPS. Ogni nodo è in grado di sviluppare in teoria fino a 64 GigaFLOPS e un sistema multinodo è in grado di generare fino a 8 TeraFLOPS. Questo sistema è alla base del supercomputer Earth Simulator.
Il sistema operativo è l'UNIX NEC SUPER-UX. Il gestore dei processi è l'NQS sebbene si possa utilizzare anche il progetto open source Sun Grid Engine.
2 esemplari di SX-9 sono stati inaugurati il 30 gennaio 2009 a Lecce e sono destinati alla simulazione climatica.